# Фицпатрик, Барнаби (1-й барон Верхнего Оссори)
Барнаби Фицпатрик (Брайан Мак Джолла Фадрейг) (ирл. Brían Mac Giolla Phádraig; англ. Barnaby Fitzpatrick, 1st Baron Upper Ossory; ок. 1478—1575) — ирландский племенной лидер, претендовавший на титул короля ирландского королевства Осрайге (Оссори).

## Биография
Сын Брайна на Луиреха Мак Джоллы Фадрайга, лорда Северного Оссори и, вероятно, Нойрина (Оноры), дочери Утэйн О’Мор и сестры Мельшелейн О’Мор. Неизвестно, когда он стал преемником своего отца, но он поддерживал Джеральда Фицджеральда, 9-го графа Килдэра (? — 1534), с которым его семья имела давние связи.
Брайан, посчитав, что его брат Диармайд мешает его амбициям стать английским бароном, выдал своего брата Батлерам, и Батлеры жестоко отомстили ему. Сделав это, Брайан в 1537 году подчинился английскому королю Генриху VIII и отказался от всех своих древних прав. Итак, в 1541 году Брайан стал Барнаби Фицпатриком, первым бароном Верхнего Оссори в Каслтауне.
Впоследствии он был заключен в тюрьму в Уотерфорде, пока не вернул «некоторые добычи, которые он захватил в Лейксе».

## Семья
Около 1491 года он женился на неизвестной дочери О’Морды, которая приходилась ему двоюродной сестрой; она умерла, вероятно, при родах.
Около 1492 года он женился на неизвестной двоюродной сестре, которая также приходилась двоюродной сестрой его первой жене. Без разрешения церкви этот второй брак был признан недействительным.
Около 1493 года в третий раз Барнаби женился на Екатерине О’Морде, которая была его сводной сестрой, а также сводной сестрой его первой жены. У них родились дети, что вызвало скандал среди родственников второй жены. Тем не менее папа отпустил пару, разрешил их брак и постановил, что их нынешние и будущие дети являются законными. По словам Кэрриган, дети Брайана до его брака с Маргарет Батлер, вероятно, включали:
- Тейдж, которого казнил его отец Брайан
- Кэтрин, вышедшая замуж за Роберта Грейса

Около 1532 года четвёртым браком он женился на Маргарет Батлер, вдове Ричарда Мора Берка (? — 1530) и Томаса Фицджеральда (Десмонда), первой дочери Пирса Батлера, 8-го графа Ормонда. У них были дети:
- Барнаби (ок. 1533—1581), его преемник и 2-й барон, был приглашен учиться в Лондоне у мальчика-короля Эдуарда VI, который проникся к нему глубокой привязанностью. В последние годы его жизни между Брайаном и Барнаби, который был его старшим законным сыном, возник серьёзный разлад.
- Флоренс (? — 1619), унаследовавший Верхний Оссори после смерти своего брата.
- Доннелл из Гортнаклеи
- Джеффри из Балляули
- Грейнн или Гриззель, которая была замужем за своим двоюродным братом Эдмундом Батлером, 2-м виконтом Маунтгарретом (1562—1602).

Около 1551 года в пятый раз он женился на Элизабет О’Коннор. У них были дети:
- Терлоф (убит Дермотом О’Мэллоем в 1581 году)
- Дермот (убит Дермотом О’Мэллоем в 1581 году)

По словам Кэрригана, Брайан также стал отцом:
- Шейн, чьей матерью была Джоан Нью-Кэрролл.
- Тей из Аппервуда, живший в 1585 году.
- Киллах из Аппервуда во время восстания 1578 г.
- Донох из Аппервудса, вероятно, второй сын Брайана, чьи потомки взяли фамилию Мак Финен или Мак Кайнен (современный Кинан)

По словам О’Харта, Брайан также стал отцом:
- Дэйвид

В 2002 году исследователи Ронан Фицпатрик и Стив Залевски опубликовали книгу, содержащую список всех известных потомков Барнаби Фиц-Патрика, 1-го барона Верхнего Оссори; переработанное издание опубликовано в 2013 году.